# Carrabassett Valley
Carrabassett Valley és una població dels Estats Units a l'estat de Maine (EUA). Segons el cens del 2000 tenia 399 habitants.

## Demografia
Segons el cens del 2000, Carrabassett Valley tenia 399 habitants, 179 habitatges, i 110 famílies. La densitat de població era de 2 habitants per km².
Dels 179 habitatges en un 25,7% hi vivien nens de menys de 18 anys, en un 52,5% hi vivien parelles casades, en un 5% dones solteres, i en un 38,5% no eren unitats familiars. En el 27,4% dels habitatges hi vivien persones soles el 4,5% de les quals corresponia a persones de 65 anys o més que vivien soles. El nombre mitjà de persones vivint en cada habitatge era de 2,23 i el nombre mitjà de persones que vivien en cada família era de 2,71.
Per edats la població es repartia de la següent manera: un 20,1% tenia menys de 18 anys, un 7,8% entre 18 i 24, un 31,6% entre 25 i 44, un 31,8% de 45 a 60 i un 8,8% 65 anys o més.
L'edat mediana era de 40 anys. Per cada 100 dones de 18 o més anys hi havia 112,7 homes.
La renda mediana per habitatge era de 45.357 $ i la renda mediana per família de 55.938 $. Els homes tenien una renda mediana de 32.500 $ mentre que les dones 28.750 $. La renda per capita de la població era de 25.608 $. Entorn de l'1,9% de les famílies i el 7% de la població estaven per davall del llindar de pobresa.